# Ametistkantarell
Ametistkantarell (Cantharellus amethysteus) är en svampart som först beskrevs av Lucien Quélet, och fick sitt nu gällande namn av Pier Andrea Saccardo 1887. Ametistkantarellen ingår i släktet Cantharellus och familjen kantareller.  Arten är reproducerande i Sverige. Inga underarter finns listade i Catalogue of Life.